# Swingvy
Swingvy為一家成立於新加坡的 SaaS（Software as a Service，軟體即服務）新創公司，其服務為訂閱制的雲端人資系統。公司由 Jin Choeh 等四人於 2016 年成立，Swingvy 同時也是 Jin Choeh 的第三度創業，目前在吉隆坡、新加坡、台北和首爾皆設有子公司。Swingvy 總部位於新加坡，並在 2016 年 10 月正式推出訂閱制服務。截至 2020 年 5 月，Swingvy 已協助超過 9,000 家中小型企業、20萬 員工無痛轉換人資系統，減少人事作業時間。

## 服務
Swingvy 主打雲端人資系統／人資軟體服務，並有人事資料、薪資單、出勤、打卡、福利等功能，旨在簡化中小型企業的人事管理流程。 星緯股份有限公司則為 Swingvy 在臺灣所設立的子公司。

## 訂閱制
不同於其他人資系統，Swingvy 是採用訂閱制的方式進行服務，以人頭計費，並不加收導入費與顧問費用，特色為透明化的收費方式。

## 沿革
2016/7 - Swingvy 由 Jin Choeh 等四人創立。 
2016/9 - 獲選為 Sparklabs Korea 第八組團隊之一 
2016/10 - 於馬來西亞推出第一版 Swingvy 
2017/04 - 獲得 Walden International 和 Big Basin Capital 超過 100 萬美金的種子輪基金 
2018/03 - 英國英傑華集團 (Aviva Group) 於天使輪加碼 50 萬美元  
2018/08 - 獲邀參加 Google Demo Day   
2018/08 - 獲選 Frost & Sullivan's 年度人資科技新創獎項 
2019/4 - A 輪 700 萬美金募資由三星創投領投，為三星創投於東南亞第一筆投資案 
2019/10 - 星緯股份有限公司於台灣成立
2020/5 - Swingvy 正式於台灣上線
2020/10 - 全新版本 App 於馬來西亞、新加坡、台灣同時上線

## 名稱軼事
Swingvy 名字來自電影星際效應裡之名詞重力助推 (Gravity assist)，俗稱 swing-by。

## 外部連結
- Swingvy （页面存档备份，存于） 官方網站
- 服務託管中心 （页面存档备份，存于）
- Swingvy （页面存档备份，存于） Youtube 官方頻道
- Swingvy 臺灣 Facebook 帳戶